# Noel Neill
Noel Darleen Neill (Minneapolis, Minnesota, 25 de noviembre de 1920-Tucson, Arizona, 3 de julio de 2016) fue una actriz estadounidense. Interpretó a Lois Lane en la película Superman de 1948 y su secuela Atom Man vs. Superman en 1950, así como en la serie de televisión de la década de los 50 Aventuras de Superman.
Neill se crio en Minneapolis, Minnesota. Comenzó su carrera de actuación profesional y su incursión en el modelaje a principios de 1940, antes de obtener el papel de Lois Lane. Posteriormente apareció en varias producciones de la franquicia de Superman, a menudo interpretando a la madre de Lois Lane o a otro pariente de alguno de los personajes principales, incluyendo Superman: The Movie (1978), en los años 80 la serie de televisión Superboy, en la década de 1990 la serie dramática, en horario estelar, Lois & Clark; y la película de 2006 Superman Returns.

## Primeros años
Noel Darleen Neill nació en Minneapolis, Minnesota, hija del periodista David Holland Neill y la bailarina de teatro Lavere Gorsboth. Cuando tenía 4 años de edad, sus padres la inscribieron en «una escuela para aspirantes a artistas». Durante su adolescencia, Neill «bailaba, cantaba e incluso tocaba el banjo en ferias de pueblo en todo el medio oeste». Cuando se graduó de la secundaria en 1938, su primer trabajo fue escribir artículos para Women's Wear Daily.

## Inicios de su carrera
En su adolescencia, Neill fue una modelo fotográfica popular. Mientras que el pin-up de Betty Grable fue el número uno entre los GIs durante la Segunda Guerra Mundial, el de Neill era el número dos. Después de que firmara un contrato con Paramount Pictures, apareció en muchos de los largometrajes del estudio y temas cortos. A mediados de la década de 1940, Neill tuvo un papel destacado en uno de los melodramas de jóvenes díscolos de Monogram Pictures y se convirtió en un rostro familiar en las películas de Monogram por los siguientes años, especialmente en el papel recurrente de Betty Rogers. Apareció en la última de las películas originales de Charlie Chan, Sky Dragon (1949), y también interpretó a damiselas en apuros en wésterns de Monogram y seriales de Republic Pictures. Neill cantó con Bob Crosby y su orquesta. Asimismo cantó en el Del Mar Turf Club, que era propiedad de Bing Crosby.

## Superman
En 1945, el productor Sam Katzman dio a Neill el papel recurrente de Betty Rogers, reportera agresiva para un periódico de la escuela secundaria, en su serie de comedias musicales de «quinceañeras», comenzando con Junior Prom en 1946. Cuando Katzman estaba realizando el casting de su serial de Superman para Columbia Pictures, recordó la interpretación de reportera de Noel Neill y la contrató para interpretar a Lois Lane. Neill interpretó el papel en los seriales Superman (1948) y Atom Man vs. Superman (1950), con Kirk Alyn interpretando a Superman.
Cuando Aventuras de Superman llegó a la televisión en 1951, los actores de cine veteranos George Reeves y Phyllis Coates tomaron los papeles principales de la primera temporada. En el momento en que la serie encontró un patrocinador y una ranura de tiempo en la cadena, Coates se había comprometido con otra producción, por lo que los productores llamaron a Noel Neill, quien había interpretado a Lois Lane en las películas. Ella continuó en el papel durante cinco temporadas hasta que la serie salió del aire en 1958. Ella estaba programada para aparecer en la séptima temporada con su coestrella Jack Larson en 1960, pero después de la muerte trágica y repentina de Reeves, la séptima temporada fue cancelada, terminando oficialmente el show. Mientras Phyllis Coates se distanció generalmente del papel, Neill abrazó a su asociación con Lois Lane, dando charlas frecuentes en campus universitarios durante la década de 1970, cuando se revivió el interés en la serie.
Neill continuó apareciendo en producciones relacionadas con Superman. Ella interpretó el papel de la madre de Lois Lane, Ellen (alternativamente, Ella) Lane, en un cameo para la película de 1978 Superman: The Movie, con Kirk Alyn como el padre de Lois, Sam Lane. En un caso a la inversa con el papel de Lois en 1951, Phyllis Coates más tarde fue la sucesora de Neill en el papel de Ella en Lois & Clark; la actriz que interpretó a Lois en Lois & Clark, Teri Hatcher, a su vez continuó la «tradición», cuando hizo una aparición especial en Smallville como Ella Lane. En un episodio de la serie de televisión Superboy, Neill apareció junto a su excompañero de reparto Jack Larson, quien había interpretado a Jimmy Olsen en la televisión. Como «la tía Lois», ella hizo una aparición especial en la película de superhéroes independiente Surge of Power: The Stuff of Heroes, e interpretó a Gertrude Vanderworth (la moribunda y anciana esposa de Lex Luthor) en la película de 2006 Superman Returns.
Neill y el actor de Superman Jack Larson donaron su tiempo para grabar comentarios de los lanzamientos de DVD de los episodios de televisión de Superman. En el documental Look, Up in the Sky: The Amazing Story of Superman, Neill comentó que una pregunta frecuente que  tenía de los niños fue: «¿Por qué no sabe que Clark Kent era Superman, solo llevando un par de malditas gafas?» Ella respondió a los niños (y más tarde a las audiencias de la universidad), «No quiero perder mi trabajo!».
El 15 de junio de 2010, la ciudad del sur de Illinois de Metropolis (la ciudad que se llama el «hogar oficial de Superman»), dio a conocer una estatua de Lois Lane. La estatua de Lois Lane fue modelada sobre Noel Neill. Neill declaró que era un honor ser inmortalizada con la estatua.

## Vida personal
En 1943, Neill se casó con el artista de maquillaje Harold Lierley en Hollywood, California. El matrimonio fue anulado poco después. Neill luego se casó con William Behrens en 1953 en Santa Mónica, California; el matrimonio terminó en divorcio en 1962. Mientras estaba casada con Behrens, se canceló Aventuras de Superman. Fue entonces cuando su carrera interpretativa disminuyó y Neill se convirtió en un ama de casa, después de trabajar en el departamento de televisión en United Artists. Después de su divorcio de Behrens, Neill se casó con Joel Taylor. El matrimonio duró siete años y terminó con la pareja divorciándose en 1969.
Una caída en su casa de Tucson, Arizona, en 2010 dio lugar a que Neill sufriera una fractura de cadera. Fue hospitalizada para someterse a una operación de cadera en el Tucson Medical Center.

## Muerte
Tras una larga enfermedad, Neill murió en Tucson el 3 de julio de 2016, a los 95 años de edad. Su publicista y biógrafo, Larry Ward, rindió homenaje a su papel de Lois Lane, al igual que el actor Mark Hamill. Neill no tenía ningún familiar inmediato sobreviviente.

## Legado
En total, Neill apareció en más de 40 películas. En 2003, el escritor Larry Ward escribió una biografía autorizada de Neill, Truth, Justice, and the American Way: The Life and Times of Noel Neill, the Original Lois Lane. Una versión ampliada del libro de edición limitada fue lanzada en 2006. En 2007, Ward, escribió otro libro sobre Neill, Beyond Lois Lane, que se centró en otra de actor y modelo de trabajo de Neill. En 2004, Neill recibió un premio Bota de Oro por su trabajo en películas de wéstern.